# Cinna Lomnitz
Cinna Lomnitz Aronsfrau  (* 4. Mai 1925 in Köln; † 7. Juli 2016 in Mexiko-Stadt) war ein chilenisch-mexikanischer Geophysiker. Er ist bekannt für seine Leistungen im Bereich der Felsmechanik und Seismologie.

## Leben
Lomnitz wurde als Kind einer jüdischen Familie in Deutschland geboren. Er machte seinen Abschluss 1948 an der Universidad de Chile, anschließend studierte er  zusammen mit Karl von Terzaghi an der Harvard University, wo er einen Abschluss in Bodenmechanik machte. 1955 promovierte Lomnitz. Er war wissenschaftlich tätig an der Nationalen Autonomen Universität von Mexiko, der University of California, Berkeley sowie an der Universidad de Chile, wo er Gründer des geophysikalischen Instituts war. 
1990 wurde er Herausgeber der Zeitschrift Geofísica Internacional. Er war Mitglied der Mexikanischen und der Chilenischen Akademie der Wissenschaften.
Lomnitz starb 2016 mit 91 Jahren.
Sein Sohn Claudio Lomnitz ist Anthropologe an der Columbia University.